# Jüdischer Friedhof (Venningen)

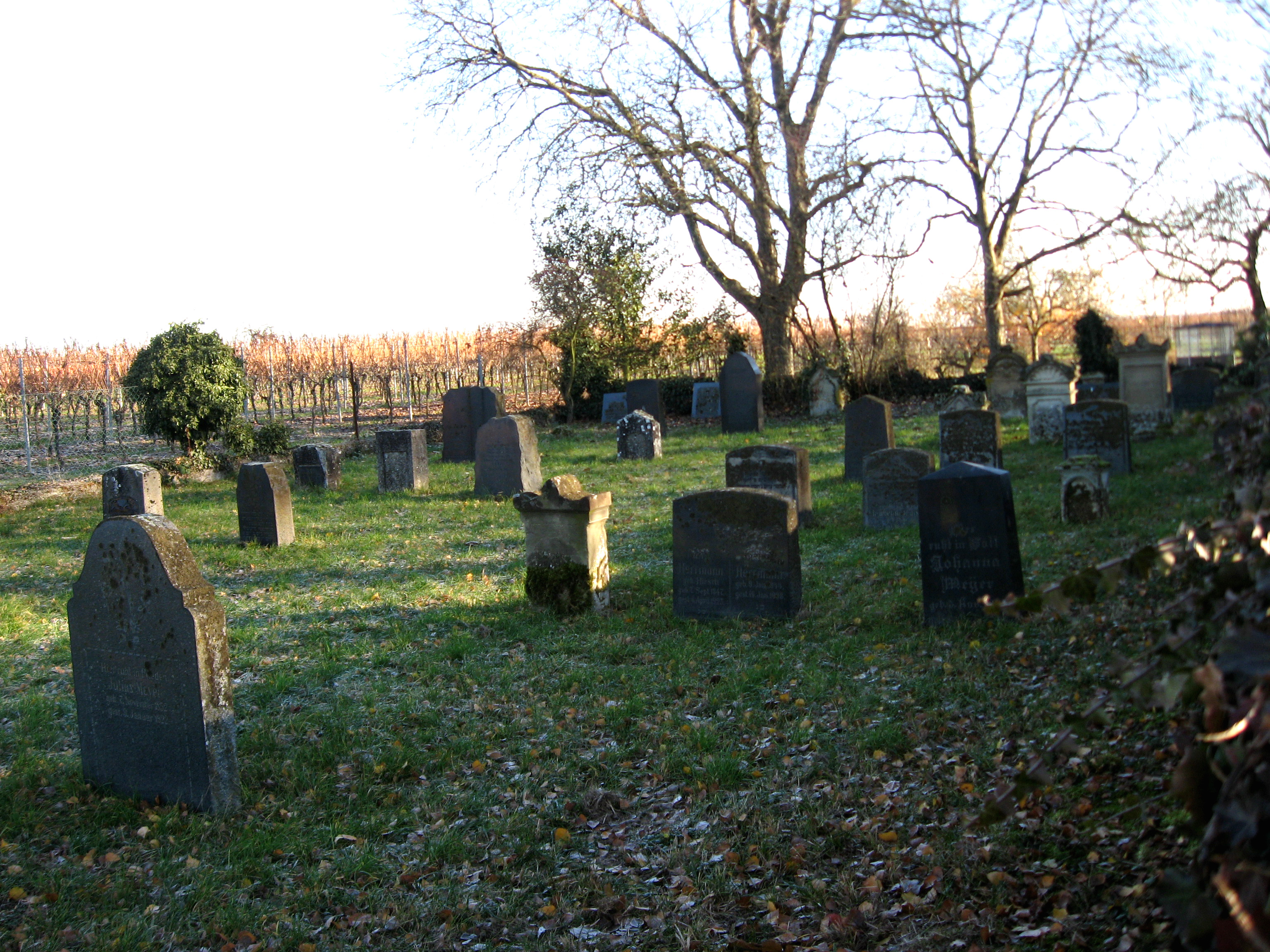
Jüdischer Friedhof Venningen (2016)

Der jüdische Friedhof in der Ortsgemeinde Venningen im Landkreis Südliche Weinstraße in Rheinland-Pfalz ist ein geschütztes Kulturdenkmal.
Der jüdische Friedhof liegt am nördlichen Ortsrand an der Landesstraße 452 in Nachbarschaft zum christlichen Friedhof.
Auf dem 840 Quadratmeter großen Friedhof, der von 1887 bis Anfang des 20. Jahrhunderts belegt wurde, sind etwa 40 Grabsteine erhalten. 
Bis zur Anlage ihres eigenen Friedhofs begruben die Venninger Juden ihre Toten auf dem alten bzw. neuen jüdischen Friedhof in Essingen.